# Nyugati Belső Víziút

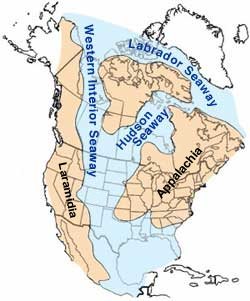
A Nyugati Belső Víziút a középső kréta időszakban mintegy százmillió évvel ezelőtt

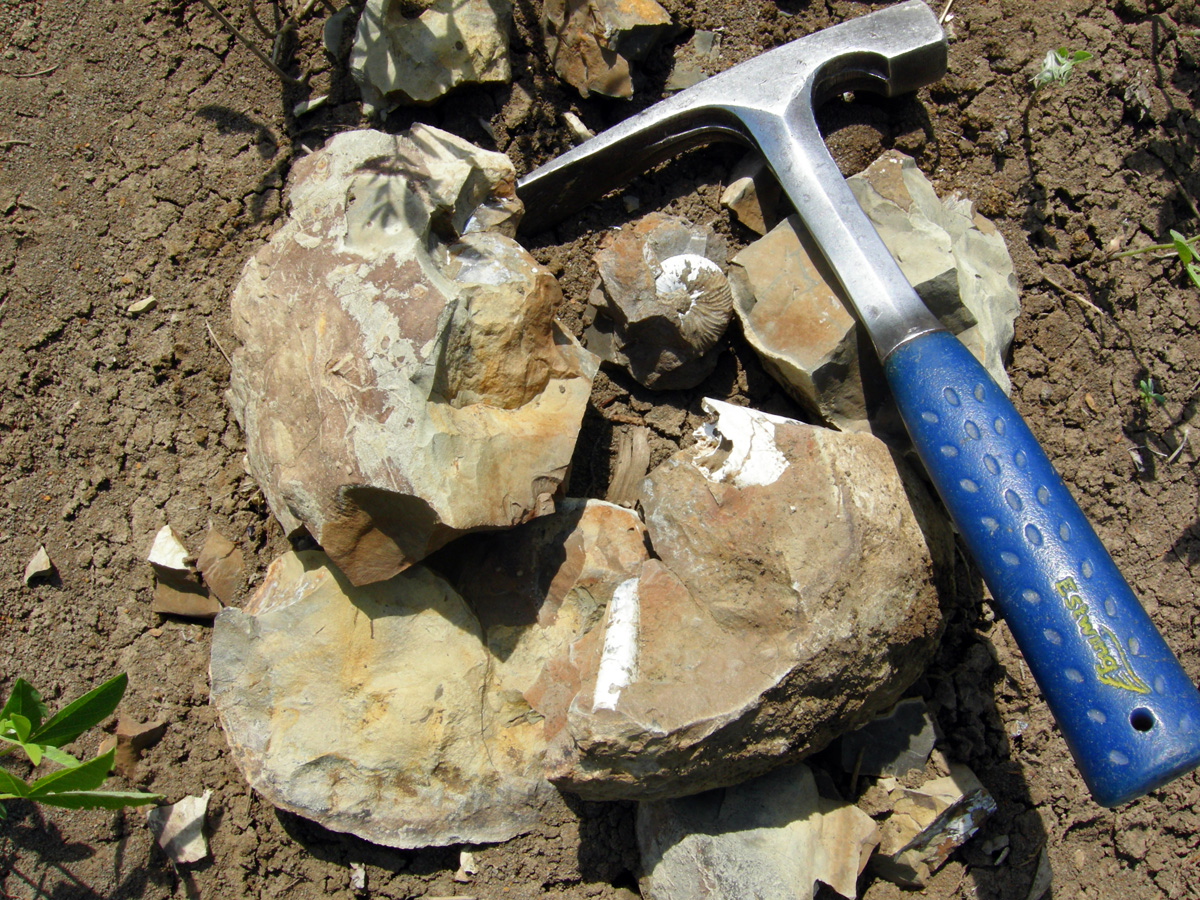
Egy törött konkréció fosszíliákkal a belsejében a késő kréta időszaki Pierre-palában, a montanai Ekalaka közelében

A Nyugati Belső Víziút – más néven Kréta Időszaki Víziút, Niobrara-tenger vagy Észak-Amerikai Beltenger – egy hatalmas beltenger volt, amely kettéosztotta az észak-amerikai kontinenst a középső és késő kréta időszak nagy részén.

## Eredet és geológia
A Víziutat a Csendes-óceáni és az Észak-Amerikai tektonikai lemezek összeütközése hozta létre, ami a kontinens nyugati részén fekvő Sziklás-hegység felemelkedésével járt. A magas eusztatikus tengerszint világszerte jellemző volt a kréta időszak során, a Jeges-tenger és a Mexikói-öböl egybefolyt és elárasztotta a középső síkságokat, egy tengert alkotva, ami kiterjedt, majd visszahúzódott a kréta idején.
A Víziút legkorábbi fázisa a középső kréta időszakban kezdődött, amikor az Északi-sarki óceán egyik karja kiterjedt dél felé Észak-Amerika nyugati részén keresztül, kialakítva a Mowry-tengert melynek nyomát az olajpalában gazdag geológiai sziklaformáció, a Mowry- vagy más néven Thermopolis-pala őrzi. A déli Mexikói-öböl, a Tethys-óceán kiterjedése a késő kréta idején összeért a Mowry-tengerrel, kialakítva a teljes Víziutat.
A Nyugati Belső Víziút a legkiterjedtebb állapotában a Sziklás-hegységtől az Appalache-hegységig terjedt, 1000 kilométeres szélességben. A legnagyobb mélysége azonban csak mindössze 800–900 méter lehetett, amivel a tengerek között sekélynek számít. Két nagy kontinentális vízgyűjtő torkollott bele keletről és nyugatról, felhígítva és erőforrásokkal gazdagítva a vízét a kimosott iszap révén, ami változó deltatorkolatokat alakított ki az alacsonyan fekvő partok mentén. A Víziút keleti szélén az üledékképződés kis mértékű volt, azonban a nyugati parton egy vastag törmelékprizma mosódott ki kelet felé a Sevier orogenikus övből. A nyugati part ezáltal a tengerszinttől és az üledékmennyiségtől függően sokkal változatosabb volt.
A nagy kiterjedésű karbonát lerakódás arra utal, hogy a Víziút mészalgákban gazdag, meleg, trópusi terület volt. A Penn State University kutatója, Rudy Slingerland egy számítógépes modellen egy óra járásával ellentétes forgástengelyt hozott létre a kréta időszaki Víziút számára, ami délről, Wyoming és Colorado keleti tengerpartjai irányába hűvösebb vizet áramoltatott.
A kréta végén a felszín felemelkedése egy larámi hegységképződés néven ismert hegyképző folyamatként folytatódott, amely során a homokpadok (homokkő) és brakklagúnák (agyagpala) magasabbra kerültek, ahogyan az napjainkban is látható a Laramie Formáció vastag iszap és homokkő rétegein, az alacsonyan fekvő medencék pedig lesüllyedtek. A Nyugati Belső Víziút kettéosztódott a mai Észak- és Dél-Dakota államoknál, és visszahúzódott déli irányban a Mexikói-öböl felé. Ez az összehúzódott, regresszív fázis Pierre Víziút néven is ismert.
A kora paleocén során a Nyugati Belső Víziút (a tengervíz) területeket foglalt el a Mississippi-öbölnél, elárasztva a mai Memphis város környékét. E későbbi tengerelöntés azonban inkább a kainozoikumi Tejas rétegsorhoz kötődik, mintsem a Víziutat kialakító korábbi eseményhez.

## Állatvilág

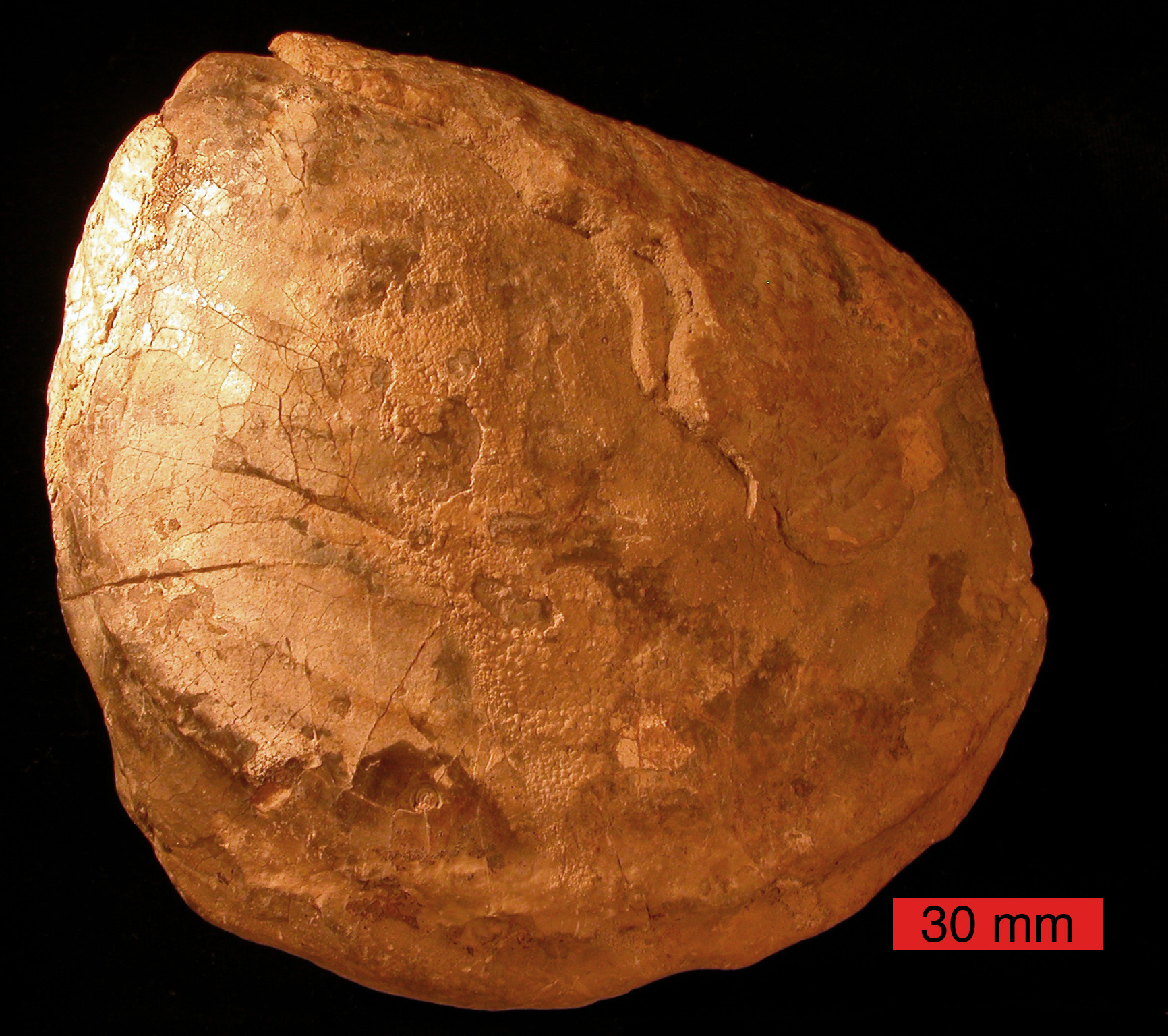
Az Inoceramus Dél-Dakota kréta időszaki rétegéből

A Nyugati Belső Víziút egy sekély tenger volt, gazdag élővilággal. Őshonos állatai közé tartoztak a kréta időszak legnagyobb tengeri ragadozó hüllői, a 18 métert is elérő moszaszauruszok, az ichthyoszauruszok (a Brit Columbiai Pink Mountain területén talált példány a legnagyobb ichthyoszaurusz. amit valaha felfedeztek	 [forrás?]), és a plezioszauruszok. Az egyéb tengeri állatok közé tartoztak a cápák, például a Squalicorax, a fejlett csontoshalakat képviselő Pachyrhizodus és Enchodus, valamint a nagy, 5 méter hosszúságú Xiphactinus, amely bármely ma élő csontos halnál nagyobb volt. Élőhelyüket gerinctelenekkel osztották meg, például puhatestűekkel, ammoniteszekkel, tintahalszerű belemniteszekkel és planktonokkal, köztük a kréta időszak nevét adó lemezkéket létrehozó kokkolitofórákkal, valamint likacsoshéjúakkal és sugárállatkákkal.

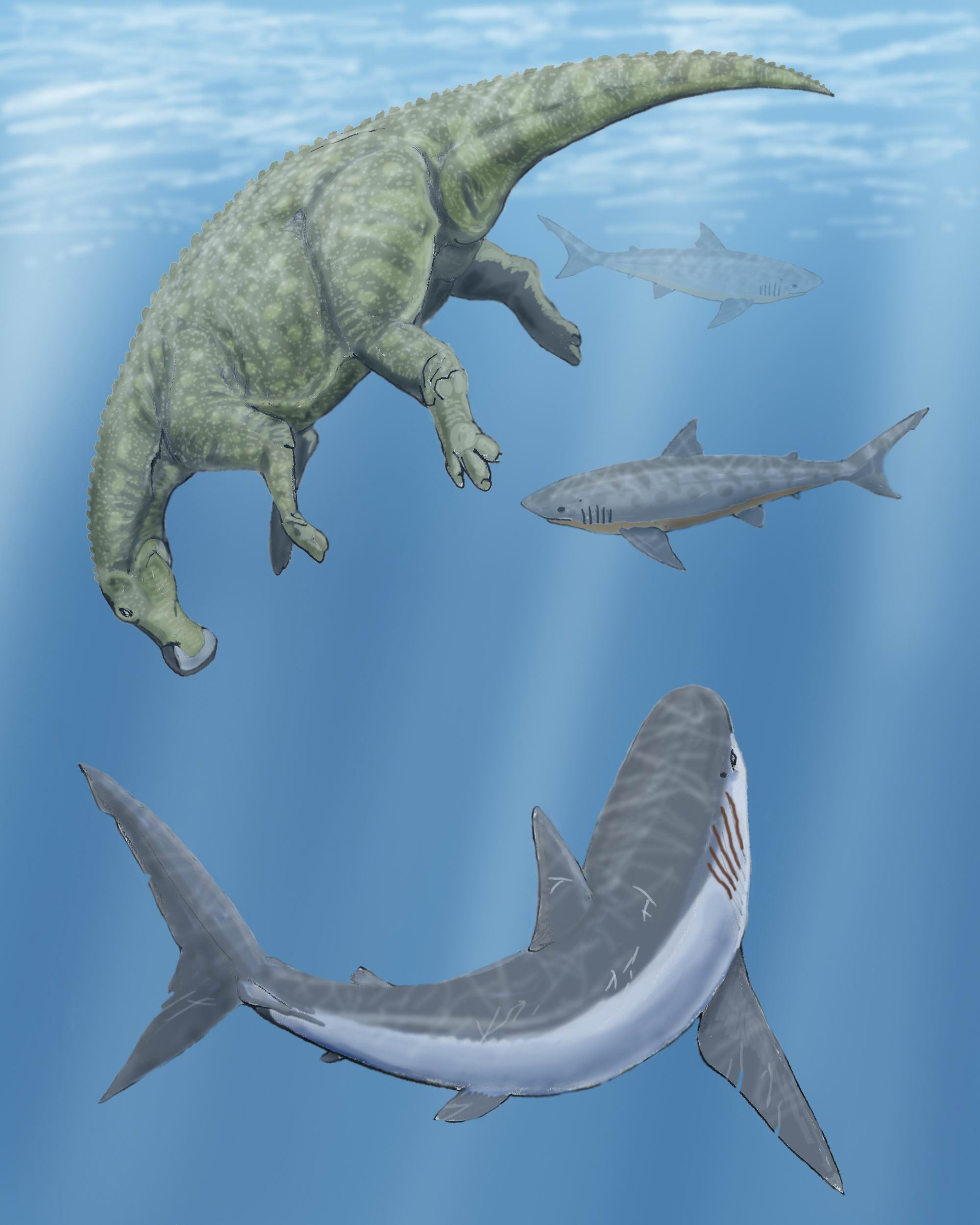
Egy Cretoxyrhina és egy elpusztult Claosaurus körül köröző két Squalicorax a Nyugati Belső Víziúton, a mai Kansas területén

A Nyugati Belső Víziút otthont adott az olyan korai madarak számára is, mint például az úszáshoz alkalmazkodott erős lábakkal, és inkább kormányzásra, mint repülésre szolgáló szárnyszerű függelékekkel rendelkező röpképtelen Hesperornis, vagy a fogas csőrű, csérszerű Ichthyornis.
A Pierre-palából előkerülő Inoceramus nevű óriás kagylók aljánál gyakran fosszilizálódott héjak találhatók. A kagyló a felszínére merőlegesen elhelyezkedő kalcitból álló „prizmákkal” vastagon bevont héjjal rendelkezett, amely gyöngyszerűen fénylett. Az őslénykutatók szerint az óriási méret a homályos vízfenékhez való alkalmazkodás volt, ahhoz hasonlóan, ahogy más állatok nagy méretű kopoltyút növesztenek az oxigénszegény vizekben.

## Fordítás
- Ez a szócikk részben vagy egészben  a   Western Interior Seaway című angol Wikipédia-szócikk ezen változatának fordításán alapul.  Az eredeti cikk szerkesztőit annak laptörténete sorolja fel. Ez a jelzés csupán a megfogalmazás eredetét és a szerzői jogokat jelzi, nem szolgál a cikkben szereplő információk forrásmegjelöléseként.